# سهولة حركة الدراجات
سهولة حركة الدراجات (بالإنجليزية: Cyclability)‏ هي درجة سهولة دوران الدراجات. ترتبط درجة أكبر من سهولة حركة الدراجات في المدن مع العدد من بين أمور أخرى بفوائد على صحة الناس، وانخفاض مستويات تلوث الهواء والضوضاء، وتحسين سيولة حركة المرور أو زيادة الإنتاجية.

## عوامل سهولة حركة الدراجات
من بين العوامل التي تؤثر على سهولة حركة الدراجات:

### الأمان
تعتبر سلامة مسارات الدورة متطلبًا لسهولة حركة الدراجات:
- أكثر الطرق أمانًا هي تلك التي تفصل عن حركة المرور الآلية (ممرات الدراجات)، تليها المسارات المشتركة، وأخيرًا الممرات المشتركة مع المركبات الأخرى.
- يجب أن يكون عرض مسارات الدراجات عريضًا بما يكفي لعبور دراجتين أو عبور بعضهما البعض بأمان.
- يجب أن تتيح رؤية الطريق إمكانية توقع المكبح والتقاطعات المحتملة، وتجنب المنحنيات عند الزوايا القائمة.
- يجب أن تكون التقاطعات بدورها مميزة بعلامات جيدة لكل من راكبي الدراجات وحركة المرور الآلية.
- يجب أن تتجنب الطرق العوائق، مثل أعمدة الإنارة أو المقاعد العامة. تجنب أيضًا حمل الدراجة، على سبيل المثال، على السلالم، وفي هذه الحالة يمكن استخدام منحدرات الدراجات.
- يجب أن يكون الرصيف سلساً، مع وجود عوائق منخفضة مثل الحواجز، مع مواد لا تقدم مقاومة كبيرة، والتي تستنزف وتكون غير منزلقة عند هطول الأمطار.

### التماسك
تتضمن شبكة ركوب الدراجات المتماسكة ما يلي:
- يجب أن تغطي مسارات الدراجات الامتداد الكامل للمدينة، بحيث يمكن استخدام الدراجة للذهاب إلى أكبر عدد ممكن من الوجهات. من الناحية المثالية، يجب أن يكون هناك مسار دراجات ضمن مسافة 250 مترًا من أي نقطة في المدينة.
- يجب أن يكونوا متصلين ببعضهم البعض بشكل مستمر.
- يجب أن تكون هناك مواقف آمنة للدراجات في كل من منشأ ووجهة الطرق.
- يجب أن يكون تصميم مسارات الدورة موحدًا، بحيث يمكن لجميع المواطنين أن يدركوا بسرعة استخدام هذا المسار، وتجنب النزاعات.
- يجب وضع علامات على المسارات بشكل صحيح، بما في ذلك الوجهات التي توفرها كل من المسارات.

### المباشرة
تعمل الدراجات بالحركة البدنية للأشخاص، لذلك فإن شبكة مسارات الدراجات التي يمكن التحرك فيها بسهولة يجب أن تسمح بالحركة المباشرة دون مجهود كبير:
- يمكن إنشاء المسارات بين نقاط الانطلاق والوجهات بأكثر الطرق مباشرة ممكنة، دون الحاجة إلى عمل انحرافات كبيرة.
- يجب أن تمر مسارات الدراجات عبر الشوارع الرئيسية، حيث أنها عادة ما تكون تلك التي تستضيف غالبية المحلات التجارية والخدمات.
- يجب عليهم تجنب أو تقليل المنحدرات.
- قلل عدد نقاط التوقف مثل إشارات المرور أو التقاطعات التي تتطلب مجهودًا بدنيًا أكبر.

## مؤشرات سهولة حركة الدراجات
إحدى أفضل مؤشرات درجة سهولة حركة الدراجات هي النسبة المتوازنة من الجنسين والأعمار التي تستخدم الدراجة يوميًا. فالنساء والأطفال وكبار السن هم الأشخاص الذين لديهم إدراك أكبر لانعدام الأمن، لذلك إذا كانت المدينة ذات قابلية أقل في سهولة حركة الدراجات، فلن تعتبر الدراجة وسيلة نقل معتادة. على العكس من ذلك، فإن تركيبة مستخدمي الدراجات المشابهة للهرم السكاني ستشير إلى مساحة في سهولة حركة الدراجات بشكل كبير.

## مقالات ذات صلة
- التنقل النشط
- بنية تحتية للدراجات
- سلامة مرورية
- تنقل بواسطة الدراجات